# Carl Mayer von Mayerfels

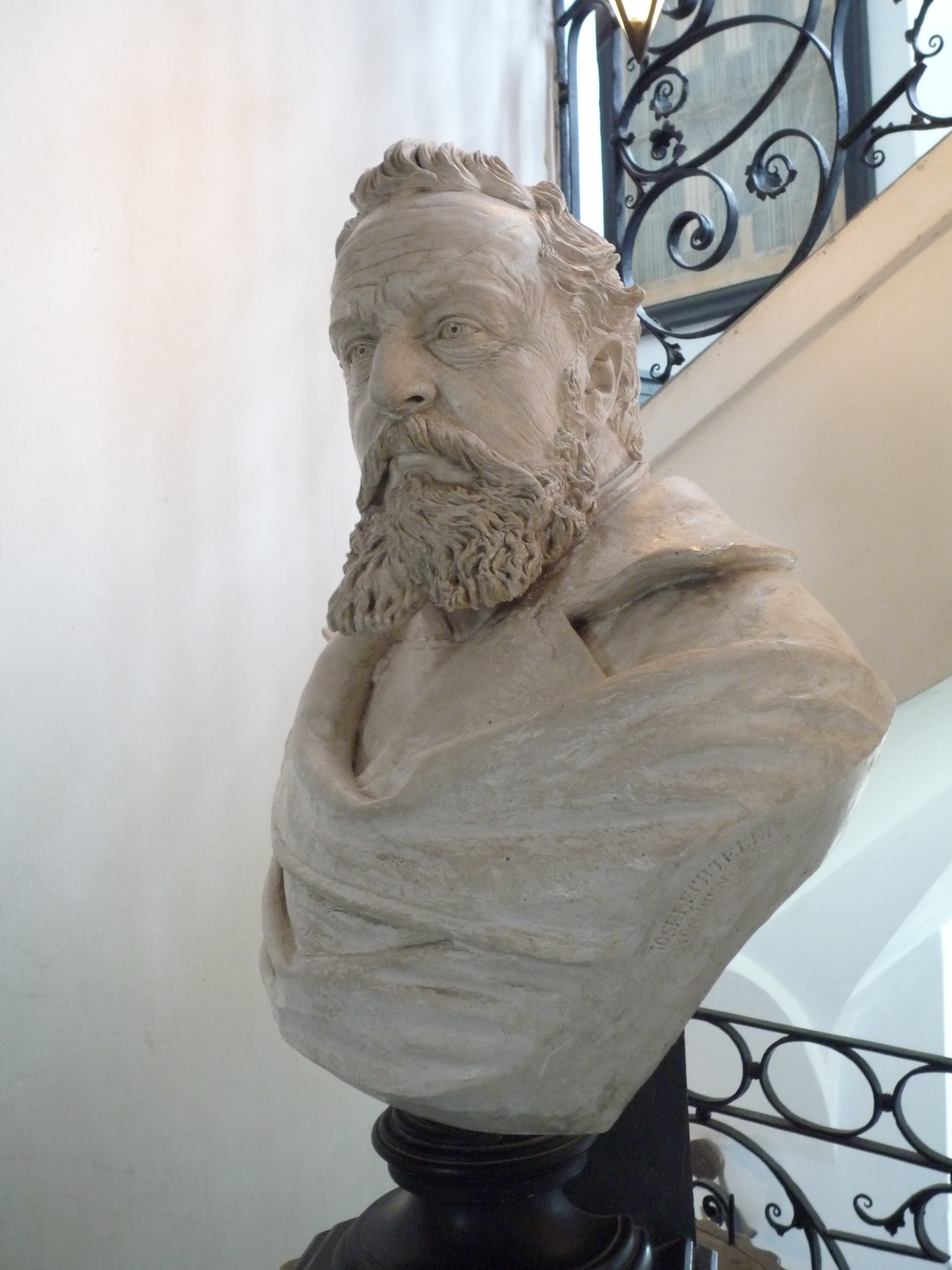
Büste des Carl Mayer von Mayerfels in der Burg Meersburg

Carl Heinrich Otto Joseph Anton Ritter und Edler Mayer von Mayerfels (* 18. November 1825 in München; † 8. Februar 1883 ebenda) war ein deutscher Heraldiker, Kunsthistoriker und Altertumsforscher. Anfang des Jahres 1864 wurde dem königlichen Kammerjunker Carl Ritter und Edler von Mayer die Bewilligung zur Beilegung des Adelsprädikats von Mayerfels erteilt. Er und seine Nachkommen dürfen seither den Namen Ritter und Edle Mayer von Mayerfels tragen.

## Leben
Carl Mayer von Mayerfels war der Sohn des Bankiers Joseph von Mayer (1779–1861) und der Anna von Reichenbach, der Tochter von Georg Friedrich von Reichenbach. Mayer von Mayerfels wuchs in München auf, wo er nach dem Abitur das Studium der Geschichte absolvierte. Als Student wurde er 1844 Renonce und 1847 rezipiertes Mitglied des Corps Suevia München. Er erhielt noch das Band der Grün-Helvetia Zürich (1880) und des Corps Suevia Freiburg (1882). Als Oberstleutnant der Bayerischen Landwehr war er Inspekteur des oberbayrischen 1. Landwehrbezirks. In seinem heraldischen Hauptwerk schrieb er sich 1857 noch Carl „Ritter von Mayer“ (wie sein Vater), wies aber im Text bereits auf die unmittelbare Abstammung von dem Adelsgeschlecht der „Mayer von Mayerfels“ hin, wie er sich auch später bevorzugt nannte.
Carl Mayer von Mayerfels war von dem Bedürfnis geprägt, seinem Namen möglichst viele phantasievolle Namenszusätze anzufügen. Zu diesem Zweck erwarb er eine Reihe von alten Adelssitzen, nach denen er sich dann benannte (etwa als „Herr zu Prößels auf Völz“ usw.). Dazu gehörten Schloss Prösels bei Völz, Burg Karneid ob Kardaun, Burg Stein am Ritten, Burg Hocheppan, die Burg Meersburg am Bodensee, Burg Schwaneck an der Isar und Niederpöcking am Starnberger See. Er verband dies mit einer ungemeinen Baulust, die insbesondere nach dem Tod des Vaters bei den Erwerben von Schwaneck (1863) und Meersburg (1878) ihren Niederschlag fand. Seine Sammlungen an mittelalterlichen Waffen und Rüstungen erforderten beim letzten Umzug von Schwaneck nach Meersburg einen Güterzug mit 30 Waggons, die allesamt voll beladen wurden. In Meersburg vertrat er das Großherzogtum Baden im Vorstand des Vereins für Geschichte des Bodensees und seiner Umgebung.
Mit dem Heraldiker Otto Titan von Hefner war er durch die Arbeit verbunden. Ihm selbst fiel die Veröffentlichung von seinen Werken schwer, die dann von Hefner realisiert wurden. Oft versuchte dieser Mayers Arbeiten für sein Werk auszugeben, was zu heftigen Streitereien führte.
Für die Arbeiten, besonders auf dem Gebiet der Heraldik, wurde er mit der Doktorwürde der Philosophie der Universität Freiburg geehrt. Auch Orden von europäischen Herrscherhäusern ehrten den Forscher. Die Stadt München benannte eine Straße nach ihm. Mit dem Tode seiner letzten Tochter Ida von Miller († 1939) wurde die Meersburg, die er 1877 von den Töchtern des Joseph von Laßberg und der Jenny von Droste zu Hülshoff erworben hatte, durch seine Enkelin für die Öffentlichkeit zur Besichtigung als Museum freigegeben.

## Ehrungen
Mayer erhielt folgende Orden:

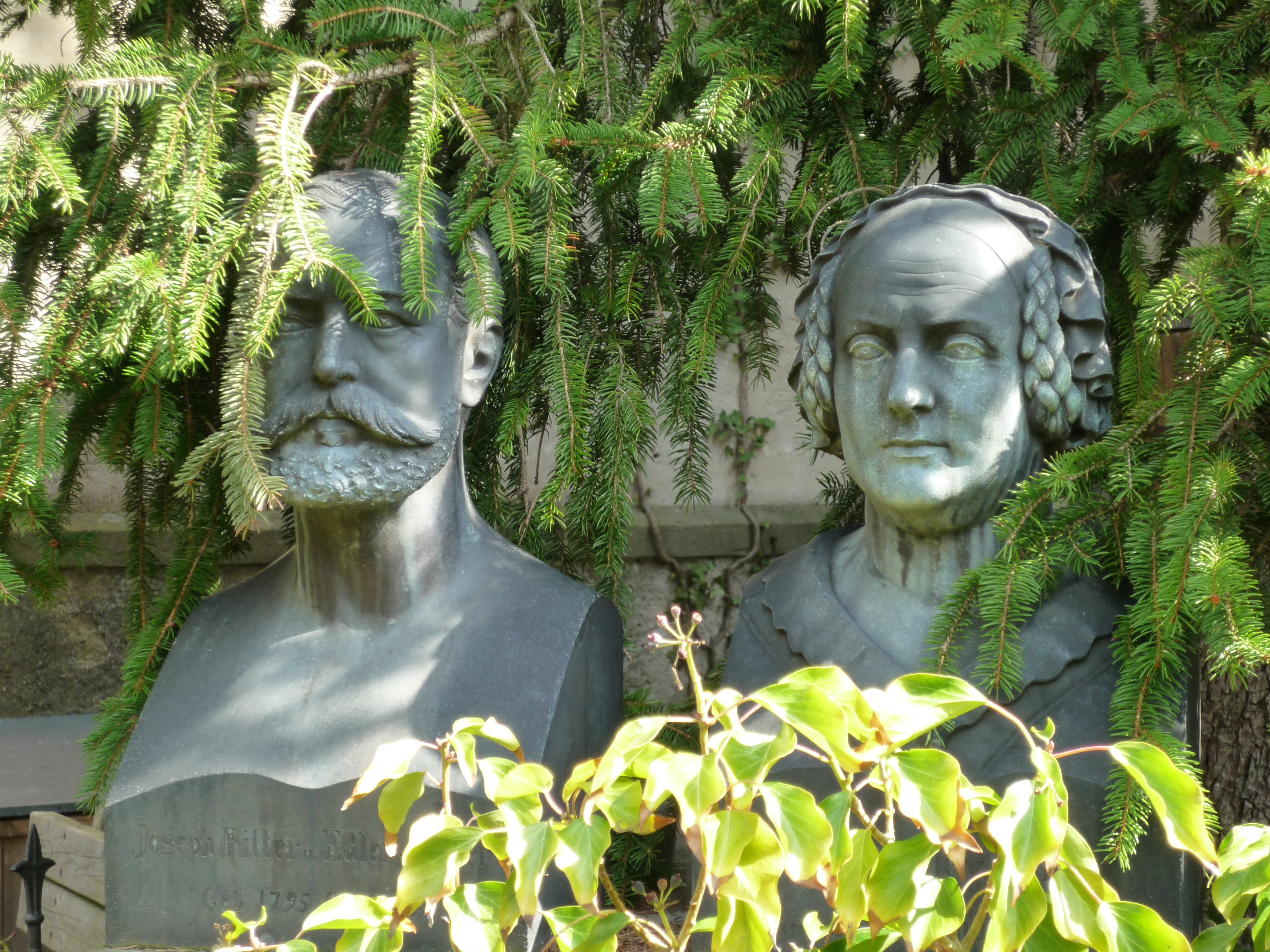
Büsten der Eltern von Mayer von Mayerfels im Garten von Burg Meersburg

- Ritterorden vom Heiligen Grab zu Jerusalem, Großkreuz
- Donat I. Klasse des Heiligen Hospitals zu St. Johannes in Jerusalem, Rhodos und Malta
- Marianer des Deutschen Ritterordens
- Nischan el Iftikhar, Großoffizier
- Ritterordens von San Marino, Großoffizier
- Christusorden (Portugal), Kommandeur
- Verdienstorden vom Heiligen Michael, Ritter I. Klasse
- Goldene Ludwigsmedaille
- Königlicher Kronen-Orden (Preußen), Ritter
- Orden der Württembergischen Krone, Ritter I. Klasse
- Verdienstorden Philipps des Großmütigen, Ritter I. Klasse
- Herzoglich Sachsen-Ernestinischer Hausorden, Ritter
- Sankt-Stanislaus-Orden, Ritter
- Goldene Zivil-Verdienstmedaille (San Marino)
- Württembergische goldene Medaille für Kunst und Wissenschaft
- Ernennung zum königlich bayerischen Kammerherren

## Schriften
- Heraldisches ABC-Buch. Das ist Wesen und Begriff der wissenschaftlichen Heraldik, ihre Gesetze, Literatur, Theorie und Praxis. Leipzig 1857 – Hauptwerk (eingeschränkte Vorschau in der Google-Buchsuche).
- Doppel-Adler und Schwarz-Roth-Gold als Wappen und Farben des neuen deutschen Reiches. Zum denkwürdigen Jahre 1870 allen Deutschen gewidmet, München o. J.
- Der Wittelsbacher Stammhaus und Geschlechtswappen, Konstanz 1880.
- Die Glasmalereien im ehemaligen Kloster Hofen, jetzigem Sommer-Residenz-Schlosse Seiner Majestät des Königs Karl von Württemberg, in: Schriften des Vereins für Geschichte des Bodensees und seiner Umgebung, 11. Jg. 1882, S. 43–70 (Digitalisat).